# Utok
Utok este un brand românesc din domeniul telecomunicațiilor fondat în anul 2012 și deținut de compania românească SKIN ce produce, importă și distribuie smartphone-uri, televizoare LCD, tablete, accesorii și periferice IT.

## Vezi și
- Lista producătorilor de telefoane mobile pe țări